# Italienischer Film
Die Geschichte des italienischen Kinos begann nur wenige Monate, nachdem die Brüder Lumière das Medium entdeckt hatten, als Papst Leo XIII. für einige Sekunden beim Segnen einer Kamera gefilmt wurde.
Seit dem Aufstieg des italienischen Kinos sind viele italienische Filme mit prestigeträchtigen internationalen Preisen ausgezeichnet worden: Bisher gingen 14 Oscars für den besten ausländischen Film (weltweit an erster Stelle), 12 Goldene Palmen, 11 Goldene Löwen und 7 Goldene Bären an italienische Produktionen.
| 1975 | 230 |
| 1985 | 89  |
| 1995 | 75  |
| 2002 | 130 |
| 2005 | 98  |

## Frühe Jahre

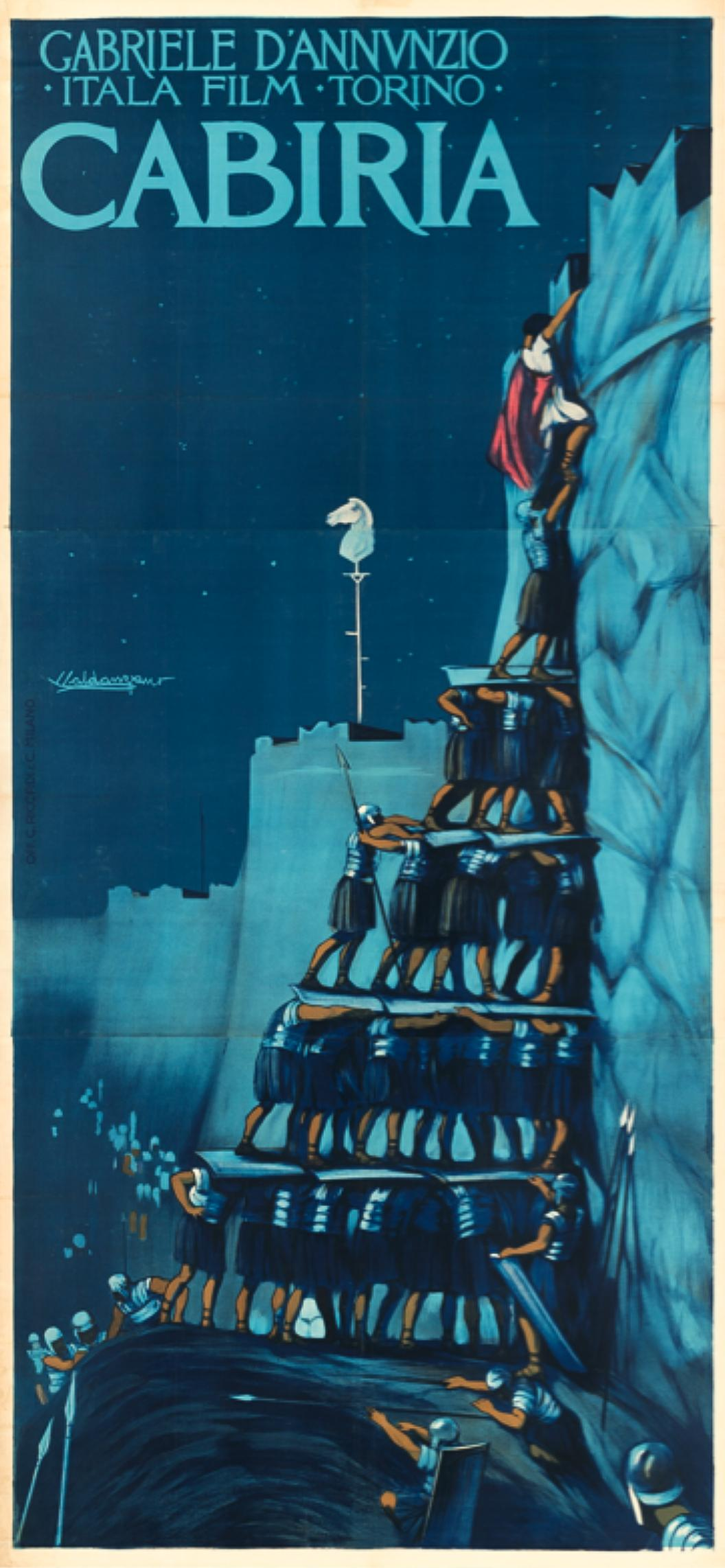
Zeitgenössisches Filmposter von Cabiria

Die italienische Filmindustrie nahm zwischen 1903 und 1908 konkrete Formen an, angeführt von drei Hauptfirmen – das römische „Cines“ und die beiden Turiner Filmgesellschaften „Ambrosio“ und „Itala“. Andere Firmen sollten bald in Mailand und in Neapel folgen. In kurzer Zeit erreichten diese frühen Firmen eine beachtliche Produktionsqualität und verkauften bald Filme auch außerhalb Italiens.
Eines der ersten italienischen filoni (Subgenre) war der Historienfilm: Die erste Arbeit in diesem Genre war Filoteo Alberinis La presa di Roma (Die Eroberung Roms, 20. September 1870), der im Jahr 1905 gedreht wurde. Andere Filme handelten von berühmten historischen Persönlichkeiten, wie Nero, Messalina, Spartacus, Julius Caesar und Kleopatra. Arturo Ambrosios Gli ultimi giorni di Pompei (Die letzten Tage von Pompeji, 1908) wurde so schnell berühmt, dass er von Mario Caserini bereits 1913 wieder neu verfilmt wurde. Im selben Jahr führte Enrico Guazzoni Regie bei der vielbeachteten Produktion Marcantonio e Cleopatra (Antonius und Kleopatra, 1913). 1914 schließlich wurde Giovanni Pastrones Monumentalfilm Cabiria zu einem weltweiten Erfolg, der mit dem neuen dramatischen Element der Kamerafahrt die Filmproduktion revolutionierte. In Cabiria wurde außerdem der Kraftmensch Maciste als Charakter eingeführt, verkörpert bis Mitte der 1920er Jahre von dem ehemaligen Hafenarbeiter Bartolomeo Pagano in dem neuen Genre des Abenteuerfilms.
Gegen Mitte bis Ende der 1920er Jahre führte auch Italien Filmkontingente für ausländische Produktionen ein – in Hinblick auf die Flut an Hollywoodfilmen, die der ganzen europäischen Filmindustrie damals zu schaffen machte. So erließ Italien eine Quote von 1:10, was bedeutete, dass für jeden hergestellten italienischen Film zehn ausländische importiert werden durften.
Die Schauspielerinnen Lyda Borelli und Francesca Bertini waren die ersten italienischen "Filmdiven" (Filmstars) und spezialisierten sich auf leidenschaftliche Tragödien. Francesca Bertini wurde der erste Kinostar, sowie die erste Schauspielerin, die in einem Spielfilm kurz nackt zu sehen war.
Ein anderes filoni war von sozialen Themen gekennzeichnet, häufig basierend auf zeitgenössischer Literatur. Es wurde stilistisch dem Verismus zugerechnet. 1916 basierte der Film Cenere (Asche, 1916) auf dem gleichnamigen Buch von Grazia Deledda und wurde interpretiert von der berühmten Theaterschauspielerin Eleonora Duse, der Geliebten des Dichters Gabriele D’Annunzio.

## Einführung des Tons
Die Einführung des Tonfilms half der Qualität des italienischen Films zunächst nicht auf, auch wegen der wirtschaftlichen Probleme, die der Erste Weltkrieg verursacht hatte. Erst später gelang es der Filmindustrie, eine gewisse Qualität wieder zurückzugewinnen, vor allem durch innovative Filme von Alessandro Blasetti, Mario Camerini und dessen Cousin Augusto Genina.
Blasetti begann seine lange Karriere mit einem Avantgardeprojekt (Sole, 1928) und führte in den folgenden Jahren Regie bei der Komödie Nero (eine spitze Satire über Mussolini, bei welcher der italienische Diktator angeblich selbst die Zensurfreigabe erteilte).
Ein anderes aufblühendes Genre waren Telefoni-Bianchi-Filme (weiße Telefone), so genannt wegen des Auftauchens dieser Ausstattungsgegenstände in Streifen, die in der Oberschicht spielten. Das "Telefoni Bianchi"-Genre zeigte die High Society mit einer kräftigen Dosis Moralkritik sowie mit Reflexionen über die Kultur der Zeit. Diese Filme verhalfen vielen späteren Stars wie Vittorio De Sica und Alida Valli zu einem Karrierestart.

## Cinecittà

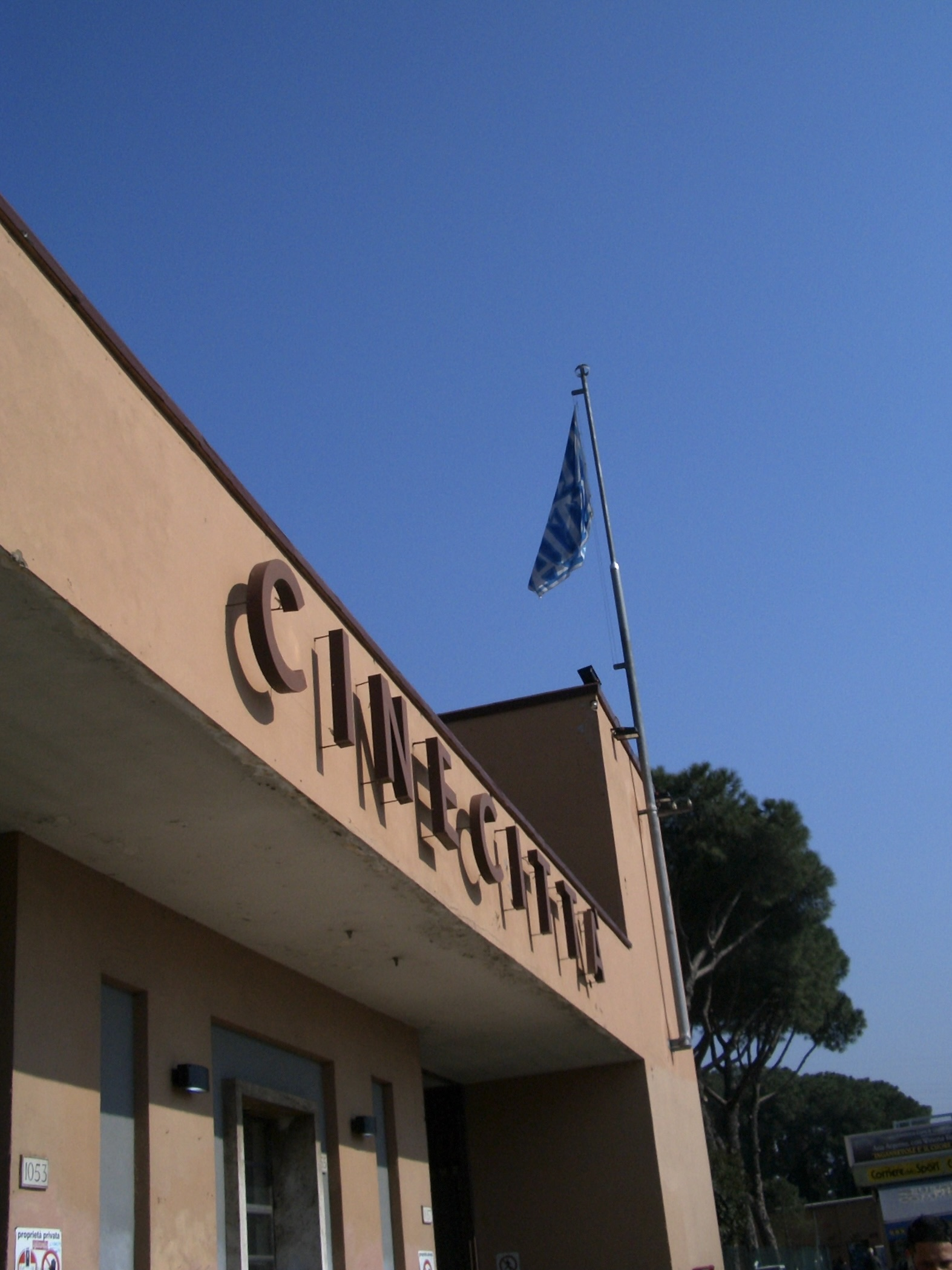
Cinecittà studios

Inzwischen hatte der Faschismus eine politische Plattform für Breitenunterhaltung geschaffen. Mit Mussolinis voller Zustimmung wurde nun eine Filmindustrie neuer Dimension aufgebaut. Ein Areal im Südosten Roms wurde ausgewählt, um ex novo eine Stadt ausschließlich für das Kino zu errichten: Cinecittà. Die Stadt wurde gegründet, um alles zur Verfügung zu stellen, was für das Filmemachen notwendig war: Theater, technische Services und sogar eine Kinematographieschule für junge Nachwuchskräfte. Bis heute werden viele Filme komplett in der Cinecittà gedreht. Gleichzeitig gründete Vittorio Mussolini, der Sohn des Diktators, eine nationale Produktionsfirma und organisierte die Mitarbeit der begabtesten Autoren, Regisseure und Schauspieler (einschließlich einiger politischer Oppositioneller); dadurch konnte ein enges Kommunikationsnetz unter diesen Filmkünstlern geknüpft werden, aus welchem einige berühmte Freundschaften resultierten und das darüber hinaus den kulturellen Austausch anregte; vgl. Roberto Rossellini, Federico Fellini u. a.

## Neorealismus
Das italienische Kino hatte dem Diktator nur einen kleinen Preis zu zahlen; mit dem näher rückenden Zweiten Weltkrieg wurden viele Arbeiten zu Propagandazwecken produziert, wie es in zahlreichen Ländern der Fall war. Dennoch produzierte Blasetti 1942 den Film Quattro Passi Tra le Nuvole (Vier Schritte in den Wolken), welcher die Geschichte eines bescheidenen Angestellten erzählt – von vielen wird dieses Werk als die erste neorealistische Arbeit betrachtet.
Der italienische Neorealismus etablierte sich bald nach Kriegsende, mit unvergesslichen Arbeiten wie der Trilogie von Roberto Rossellini und mit außerordentlichen Schauspielern wie Anna Magnani. Die schwierigen ökonomischen und moralischen Zustände in Italien und sich ändernde allgemeine Mentalität im Alltag wurden Thema. Weil die Cinecittà von Flüchtlingen besetzt wurde, drehte man Filme draußen, auf den verwüsteten Straßen eines besiegten Italien. Dieses Filmgenre wurde bald auch ein wichtiges politisches Werkzeug, obwohl es in den meisten Fällen den Regisseuren gelang, eine gewisse Distanz zwischen Kunst und Politik zu erhalten.
Poesie und Grausamkeit des Lebens wurden harmonisch in den Arbeiten kombiniert, die Vittorio De Sica zusammen mit Drehbuchautor Cesare Zavattini schrieb und produzierte: unter ihnen die Schuhputzer (Sciuscià, 1946), Fahrraddiebe (Ladri di Biciclette, 1948) und Das Wunder von Mailand (Miracolo a Milano, 1951). Das traurige, bittere Werk Umberto D. (1952) ist die berührende Geschichte eines armen alten Mannes mit seinem kleinen Hund, den das Leben zwingt, gegen seine Würde in einer rücksichtslosen Gesellschaft um Almosen zu betteln, möglicherweise De Sicas Meisterwerk und eine der wichtigsten Arbeiten des italienischen Kinos. Belegt mit schwerer Polemik seitens der Regierung, die den Film als "anti-national" zensieren wollte, war das Werk kein kommerzieller Erfolg und seit damals ist er im italienischen Fernsehen nur wenige Male gezeigt worden. Dennoch ist es wahrscheinlich der heftigste Angriff gegen die Richtlinien der neuen Wirtschaft, die neue Mentalität, die neuen Werte, wobei der Film gleichzeitig eine konservative und progressive Sicht der Dinge zulässt.

## Pink Neorealismus und Komödie
Es wurde behauptet, dass nach dem Film Umberto D. von Vittoria De Sica nichts mehr dem Neorealismus hinzugefügt werden konnte. Ob aus diesem oder aus anderen Gründen, der klassische, italienische Neorealismus war mit diesem Film effektiv beendet. Folgende Arbeiten bewegten sich in Richtung hellerer Atmosphären, möglicherweise zusammenhängend mit den verbesserten Zuständen des Landes, das neue Genre wird „Pink Neorealismus“ genannt. Dieses filone erlaubte es Schauspielerinnen, reale Berühmtheiten zu werden: die anregenden Darstellungen von Sophia Loren, Gina Lollobrigida, Silvana Pampanini, Lucia Bosè, zusammen mit anderen Schönheiten, wie: Eleonora Rossi Drago, Silvana Mangano, Claudia Cardinale und Stefania Sandrelli beflügelten die Fantasien der Italiener kurz vor der sogenannten „Hochkonjunktur“ der sechziger Jahre. Bald wurde der „rosafarbene Neorealismus“ durch die „Commedia all’italiana“ (italienische Komödie), ein einzigartiges Genre, ersetzt, welches auf einer sehr humorvollen Art und Weise, anstatt wie bisher sehr ernsthaft, über wichtige Sozialthemen erzählte.
Zu jener Zeit wurde das Phänomen Totò, ein neapolitanischer Schauspieler, der den zentralen, italienischen Komiker verkörperte, berühmt. Seine Filme (häufig mit Peppino De Filippo und fast immer mit Mario Castellani) drückten eine Art der neorealistischen Satire, mit den Mitteln eines Schmierenkomödianten, sowie mit der Kunst des großen dramatischen Schauspielers, der er auch war, wie es Pier Paolo Pasolini dargestellt hätte, aus. Totò war eine regelrechte „Film-Maschine“, welche dutzende Titel pro Jahr produzierte. Sein Repertoire wurde häufig wiederholt. Seine persönliche Geschichte (ein Prinz geboren im schlechtesten Stadtviertel von Neapel), sein einzigartiges verdrehtes Gesicht, seine speziellen mimischen Ausdrücke und seine Gesten, verschmolzen zu einer unnachahmlichen Persönlichkeit, welche zu einer der beliebtesten in ganz Italien wurde.
Der Beginn der italienischen Komödie wird im Allgemeinen mit Mario Monicellis I soliti ignoti (Diebe haben's schwer, 1958) markiert. Der Name „Commedia all’italiana“ wird vom Titel Pietro Germis Divorzio all’italiana (Scheidung auf italienisch, 1961) abgeleitet. Für eine lange Zeit wurde diese Definition mit abwertender Absicht verwendet. Vittorio Gassman, Marcello Mastroianni, Ugo Tognazzi, Alberto Sordi, Claudia Cardinale, Monica Vitti und Nino Manfredi gehörten zu den Stars dieser Filme.
Arbeiten Monicellis schließen La grande guerra, I compagni, L’armata Brancaleone, Vogliamo I colonnelli, Romanzo popolare und Amici miei mit ein.
1961 produzierte Dino Risi Una vita difficile (Das Leben ist schwer), im Jahr danach Verliebt in scharfe Kurven, jetzt ein Kult-Film, darauf folgenden I mostri (Die Monster, auch: 15 von Rom, 1963), In nome del popolo italiano (Abend ohne Alibi, 1971) und Profumo di Donna (Der Duft der Frauen, 1974).

## Der Italowestern
Zur gleichen Zeit fing ein anderes Genre an großen Erfolg, nicht nur in Italien, zu haben, der Italowestern. Diese Filme unterschieden sich von den traditionellen Western nicht nur dadurch, dass sie in Italien mit niedrigen Etats gefilmt wurden, sondern auch durch ihre einzigartige, klare Kinematographie. Die wichtigsten und populärsten Italowestern waren jene von Sergio Leone, dessen Dollar-Trilogie besteht aus: Für eine Handvoll Dollar, Für ein paar Dollar mehr und Zwei glorreiche Halunken. Clint Eastwood ist in allen 3 Teilen als Schauspieler zu sehen, und die Filmmusik von Ennio Morricone wurde weltberühmt.
Der Italowestern ist jedoch auch ein Film-Genre, welches das traditionelle Western-Ambiente mit der komischen Tradition der „Commedia all’italiana“ verband. Zu diesen Filmen zählen Die rechte und die linke Hand des Teufels und Vier Fäuste für ein Halleluja, hier wurden Bud Spencer und Terence Hill, die Künstlernamen von Carlo Pedersoli und Mario Girotti weltberühmt.

## Poliziottesco
Ab der Hälfte der 1970er Jahre entstand der italienische Polizeifilm und löste den Italowestern ab. Die Filme wurden häufig von Schauspielern und Regisseuren erstellt, die vorher Italowestern gedreht hatten. Als beispielhaft gelten die Filme von Enzo G. Castellari wie etwa der Film Tote Zeugen singen nicht, oder auch die Filme von Umberto Lenzi wie etwa Der Berserker oder Die Viper. Als der Paradekommissar des italienischen Polizeifilms gelang Maurizio Merli zu Ruhm. Als Klassiker gilt zudem Sergio Griecos Film Der Tollwütige mit Helmut Berger in der Hauptrolle. Als letzter Film des Genres gilt Lucio Fulcis Das Syndikat des Grauens. Nach 1980 entstanden kaum noch derartige Filme.

## Der italienische Horrorfilm: Gothic, Gore, Sex und Exploitation
Mit Filmen wie Mario Bavas Die Stunde, wenn Dracula kommt entwickelte sich ab Anfang der 1960er Jahre ein eigenständiger italienischer Horrorfilm, der auch auf dem internationalen Markt erfolgreich war. Von Anfang an verknüpften diese Filme vor allem Sexualität und Gewalt, die oft in expliziter Darstellung von Körperverstümmelungen, dem Gore bzw. Splatter, gezeigt wurde. Der italienische Horrorfilm, dessen Filme zumeist dem Exploitationfilm zugeordnet werden, blieb nach seinen Anfängen in der Verfilmung von klassischen Horrorszenarien der Gothic Novel bis in die 1980er Jahre erfolgreich. Dies erreichte er vor allem durch die ständige Übernahme von Konzepten erfolgreicher amerikanischer Horrorfilme, die jeweils eine Reihe italienischer Nachfolgefilme nach sich zogen. So folgte Ilsa, She Wolf of the SS eine Welle von „Naziploitationfilmen“ wie SS Experiment Camp, Gestapos letzte Orgie oder allgemeine Frauengefängnisfilme; The Last House on the Left wurde in einer Reihe von Rape-and-Revenge-Filmen imitiert; der Erfolg von Dawn of the Dead führte zu einer Reihe von Zombiefilmen; und weitere Kassenerfolge wie Das Omen wurden in einzelnen Filmen neu verfilmt.
Als wichtige italienische Horrorfilme sind insbesondere die Werke von Lucio Fulci zu nennen. Filme wie Über dem Jenseits, Ein Zombie hing am Glockenseil oder auch Woodoo – Die Schreckensinsel der Zombies galten als kommerzielle Erfolge und gelten bis heute als Genrekultfilme. Die Filme von Dario Argento wie etwa Tenebrae folgten eher der Tradition der Giallo und werden ebenfalls hoch geschätzt.
Der italienische Horrorfilm brachte jedoch auch originäre Filmgenres hervor. So wurde durch den Mondo-Film (einem ebenfalls italienischen Genre, dessen Filme vereinzelt dem Horrorfilm zuzurechnen sind) in den 1970er Jahren der italienische Kannibalenfilm inspiriert. Die Filme der Nunsploitation fanden ihren Höhepunkt in Italien und die ebenfalls dem Horrorfilm zugeordneten Thriller des Gialli stammen aus Italien.
Durch ihre explizite Darstellung von Gewalt und später auch durch die Nutzung von pornographischer Inszenierung von Sexualität, wurden einige Filme des italienischen Horrorfilms bei ihrer Kinoveröffentlichung in manchen Ländern um einige Szenen geschnitten veröffentlicht. Besonders in der Videoauswertung der 1980er Jahre, der eine Politisierung des Themas „Gewaltvideos“ und deren Einfluss auf die Jugend in der westlichen Welt vorausging, wurden viele dieser Filme indiziert und waren jahrelang in Deutschland nur sehr verkürzt und gar nicht im Handel erhältlich.

## Krise in den 1980er Jahren
Zwischen den späten 1970er Jahren und der Mitte der 1980er Jahre erlebte das italienische Kino eine lange Periode der Krise. Während dieser Zeit konnte sich der italienische „Kunstfilm“ in zunehmendem Maße erfolgreich vom Mainstream des italienischen Kinos trennen. Unter den künstlerisch besten Filmen dieser Ära waren La città delle donne (Stadt der Frauen) von Federico Fellini, L’albero degli zoccoli (Der Holzschuhbaum) von Ermanno Olmi, Sieger der Goldenen Palme bei den Internationalen Filmfestspielen von Cannes und Bianca von Nanni Moretti. Obgleich nicht völlig italienisch, kann man Bernardo Bertoluccis Der letzte Kaiser nicht ignorieren, welcher Sieger von 9 Oscars ist.
Gleichzeitig erreichten italienische Trashfilme großen Erfolg in der italienischen Öffentlichkeit. Komödien mit geringem künstlerischen Wert erreichten ihre Popularität, indem sie vornehmlich italienische Sozialtabus, auch im sexuellen Bereich, thematisierten. Einige Schauspieler, einschließlich Lino Banfi, Diego Abatantuono, Alvaro Vitali, Gloria Guida und Edwige Fenech verdanken ihre Popularität vor allem diesen Filmen.
Auch die Filme mit Paolo Villaggio als zerlumpter Fantozzi, eine komische Persönlichkeit, werden zu den Trashfilmen gezählt. Dieser Charakter hatte eine große Auswirkung auf die italienische Gesellschaft, sogar in solch einem hohen Grad, dass das Adjektiv fantozziano in das Lexikon eingetragen wurde. Von den vielen Filmen der Missgeschicke Fantozzis, waren die bemerkenswertesten Fantozzi und Il secondo tragico Fantozzi.

## 1990er Jahre bis Heute
Eine neue Generation von Regisseuren verhalf dem italienischen Kino wieder zu einem gesunden Niveau seit dem Ende der achtziger Jahre. Der Eckpfeiler dieser Renaissance des italienischen Kinos ist Cinema Paradiso, für diesen Film erhielt Giuseppe Tornatore den Oscar für den besten fremdsprachigen Film 1990 gewann. Dieser Sieg wurde zwei Jahre später von einem anderen wiederholt, von Gabriele Salvatores Mediterraneo. Von nun an ging es mit dem italienischen Kinofilm wieder bergauf. In den 1990er Jahren war Italien sechsmal für den Auslandsoscar nominiert und konnte ihn 1999 zum dritten Mal in dieser Kategorie gewinnen. In diesem Jahr erhielt Roberto Benigni gleich zwei Oscars als Bester Regisseur eines fremdsprachigen Films und als Bester Hauptdarsteller in Das Leben ist schön. Insgesamt war der Film für sieben Oscars nominiert und erhielt zahlreiche internationale Auszeichnungen (BAFTA Award, Europäischer Filmpreis, Goya, César). Italien ist als dreizehnfacher Gewinner des Auslandsoscars erfolgreichste Nation in dieser Kategorie. Auch Italien hat einen nationalen Filmpreis, den David di Donatello.